# Novo Cruzeiro
Novo Cruzeiro est une municipalité brésilienne de l'État du Minas Gerais et la microrégion d'Araçuaí.